# Elite Systems
Elite Systems, brittisk datorspelsutvecklare grundad 1984 av Steve Willcox och hans far. Elite producerade under 1980-talet ett antal spel baserade på TV-serier och arkadspel. 

## Historia
Via kontakter hos brittiska arkadspelstillverkaren Electrocoin kom de i kontakt med Capcom och lyckades köpa licensen för arkadspelet Commando för £65 000. Genom att Commando blev det mest sålda spelet julen 1985 (cirka 200 000 exemplar) fick de in en fot i dörren till arkadspelskonverteringen. Augusti 1985 besökte Steve Tokyo Games Show och lyckades där köpa rättigheterna till ett flertal spel, bland annat Paperboy, Space Harrier och Bomb Jack. Detta medförde i sin tur att 1986 blev företagets hittills mest lyckosamma år; omsättningen detta år låg på cirka 3 miljoner pund. Samma år belönades de med priset Software House of the Year av Computer & Video Games magazine. 
Efter 1986 hamnade de dock i en nedgående spiral. På grund av de stigande priserna på licenser för arkadspelskonverteringar och filmer beslöt de sig för att istället satsa på egenutvecklade spel. Mellan 1987 och 1989 skapade de flera originalspel, som Overlander och Beyond the Ice Palace för att 1990 gå över till att utveckla spel för Nintendos NES-enhet. Efter ett kort mellanspel med Sony gick de över till att utveckla PC-spel; Test Drive Off-Road utgivet av Accolade var deras första bilspel och första spel att sälja över 1 miljon exemplar. 
På grund av att antalet personer i utvecklingsteamen för datorspel växer i takt med spelens omfattning har Elite numera gått över till att utveckla spel för mobiltelefoner.

### Utvecklade spel (i urval)
- 911TS
- Airwolf
- Beyond the Ice Palace
- Bomb Jack
- Bomb Jack II
- Commando
- Dragon's Lair
- Hopping Mad
- Kokotoni Wilf
- Mighty Bombjack
- Overlander
- Paperboy
- Roller Coaster
- Scooby Doo
- Space Harrier
- Storm Warrior
- Striker (med Rage Software)
- Test Drive Off-Road
- Thundercats
- Virtuoso
- Wanderer